# Cosmos 25
Cosmos 25 (en cirílico, Космос 25) fue un prototipo de satélite artificial soviético perteneciente a la clase de satélites DS (en concreto, era un DS-P1, el tercero y último de su tipo) y lanzado el 27 de febrero de 1964 mediante un cohete Kosmos-2I desde Kapustin Yar.

## Objetivos
El objetivo de Cosmos 25 fue servir de objetivo de radar para probar los sistemas de detección soviéticos antimisiles.

## Características
Cosmos 25 tenía una masa de 355 kg y reentró en la atmósfera el 21 de noviembre de 1964. El satélite fue inyectado en una órbita con un perigeo de 260 km y un apogeo de 495 km, con una inclinación orbital de 49,1 grados y un período de 92,1 minutos.